# Anarete pallida
Anarete pallida är en tvåvingeart som beskrevs av Edwards 1928. Anarete pallida ingår i släktet Anarete och familjen gallmyggor. Inga underarter finns listade i Catalogue of Life.